# Trotteria salvadorensis
Trotteria salvadorensis är en tvåvingeart som beskrevs av Edwin Möhn 1963. Trotteria salvadorensis ingår i släktet Trotteria och familjen gallmyggor.
Artens utbredningsområde är El Salvador. Inga underarter finns listade i Catalogue of Life.